# Mark Amodei

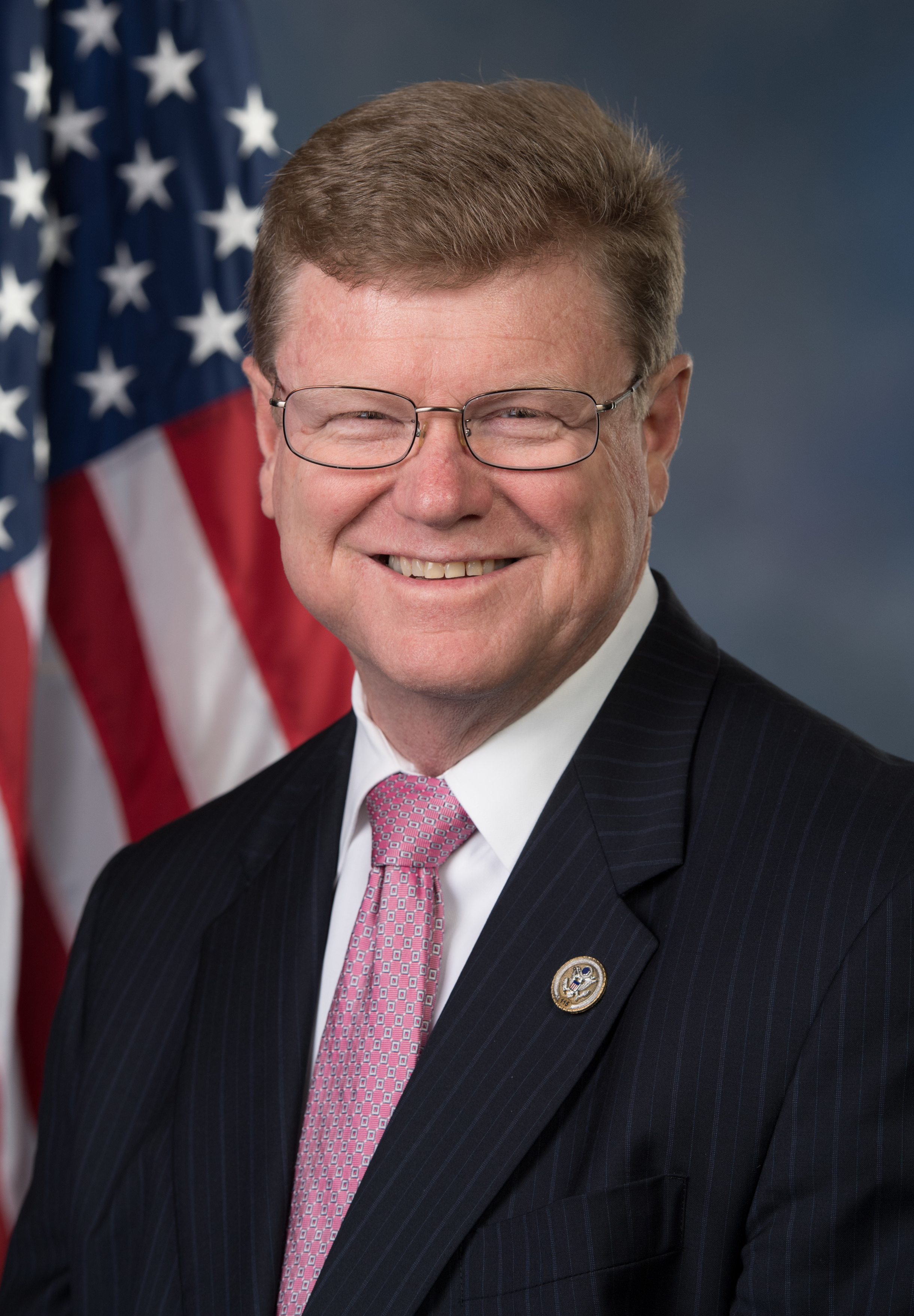
Mark Amodei (2017)

Mark Eugene Amodei (* 12. Juni 1958 in Carson City, Nevada) ist ein US-amerikanischer Politiker der Republikanischen Partei. Seit September 2011 vertritt er den zweiten Distrikt des Bundesstaats Nevada im Repräsentantenhaus der Vereinigten Staaten. Zuvor hatte der Jurist beiden Häusern der State Legislature Nevadas angehört.

## Werdegang
Mark Amodei besuchte bis 1976 die Carson High School in Carson City und studierte danach bis 1980 an der University of Nevada in Reno. Dort erlangte er den Bachelor of Arts. Nach einem anschließenden Jurastudium an der University of the Pacific in Sacramento (Kalifornien), wo er 1983 einen Juris Doctor (J.D.) erlangte, und seiner Zulassung im selben Jahr, begann er als Rechtsanwalt zu arbeiten. Zwischen 1984 und 1987 war er Anwalt im Judge Advocate General’s Corps der US Army. Nach seiner Militärzeit arbeitete bis zum Jahr 2007 als Rechtsanwalt.
Amodei lebt in Carson City. Er hat zwei Kinder.

## Politische Laufbahn
Politisch schloss er sich der Republikanischen Partei an. Ab 1997 gehörte Amodei für die Republikaner der Nevada Assembly und 1999 bis 2011 dem Staatssenat an. Von 2003 bis 2005 war er dessen Präsident. Bei der Wahl 2010 unterlag er bei der Nominierung seiner Partei für den Senat der Vereinigten Staaten Sharron Angle. Von 2010 bis 2011 war er Vorsitzender der Republikaner auf Staatsebene.
Nach dem Rücktritt des Abgeordneten Dean Heller, der in den Senat wechselte, wurde Amodei bei der fälligen Nachwahl für den zweiten Kongresswahlbezirk Nevadas als dessen Nachfolger in das US-Repräsentantenhaus in Washington, D.C. gewählt, wo er am 13. September 2011 sein Mandat antrat. Er konnte die Wahl mit 61,6 % gegen Kate Marshall von den Demokraten gewinnen. Nachdem er bei allen folgenden sechs Wahlen zwischen 2012 und 2024, jeweils bestätigt wurde, kann er sein Mandat bis heute ausüben. Er wurde immer mit mindestens 55 % der Stimmen wiedergewählt. Sein bestes Ergebnis erzielte er bei den Wahlen 2014 mit 65,7 %, und das schlechteste Wiederwahlergebnis hatte er im Jahr 2024 mit 55 Prozent der Stimmen. Seine aktuelle, insgesamt siebte, Legislaturperiode im Repräsentantenhaus des 119. Kongresses läuft noch bis zum 3. Januar 2027.

### Ausschüsse
Harris ist aktuell Mitglied in folgenden Ausschüssen des Repräsentantenhauses:
- Committee on Appropriations
  - Agriculture, Rural Development, Food and Drug Administration, and Related Agencies
  - Homeland Security
  - Labor, Health and Human Services, Education, and Related Agencies

Er war zuvor auch Mitglied im Committee on the Judiciary, Committee on Natural Resources und Committee on Veterans’ Affairs sowie in einigen Unterausschüssen. Außerdem ist er Mitglied in elf Caucuses.